# Unciaal 062
Unciaal 062 (Gregory-Aland) is een van de Bijbelse handschriften. Het dateert uit de 5e eeuw en is geschreven met hoofdletters (uncialen) op perkament.

## Beschrijving
Het bevat de tekst van de Brief van Paulus aan de Galaten (4,15-5,14). De gehele Codex bestaat uit 2 bladen (22 x 18,5 cm) en werd geschreven in twee kolommen per pagina, 33 regels per pagina. Het is een palimpsest, de bovenste tekst is Arabisch.

## Tekst
De Codex geeft de gemengde tekst weer. Kurt Aland plaatste de codex in Categorie III.

## Geschiedenis
Het handschrift bevindt zich in de Qubbat al-Khazna (Ms. E 7332) in Damascus.